# Nicota Bayeux
Nicota Bayeux Benain (Campinas, 1870 — Campinas, 22 de agosto de 1923), nascida como Anna Bayeux, foi uma pintora brasileira.

## Biografia
Seus primeiros estudos de pintura foram realizados no Brasil, por meio de aulas particulares com o pintor italiano Carlo de Servi.  Em 1902, estudou pintura em Paris, tendo aulas na renomada Academia Julian. 
Participou da primeira e da segunda edições da Exposição Brasileira de Belas Artes, em São Paulo, em 1911 e 1912.

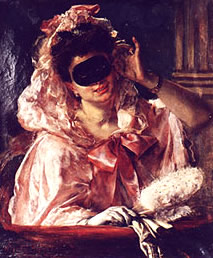
Dominó Rose (cerca de 1913-1914)

Com o início da Primeira Guerra Mundial, voltou definitivamente para o Brasil, expondo suas obras no Rio de Janeiro e em São Paulo. Sua última exposição foi realizada em 1923, na Galeria Edison em São Paulo.

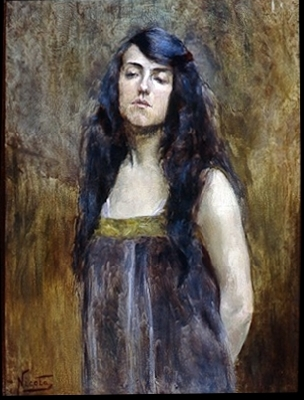
Coeur Meurtri (1903-1904)

Era cunhada do escultor italiano Giulio Starace.

## Obras
A artista produziu uma série de pinturas, entre retratos e paisagens, dentre as quais se destacam:
- Coeur Meurtri / Coração Ferido (1903-1904)[2], pintura a óleo mantida no acervo da Pinacoteca do Estado de São Paulo;
- Dominó Rose (1913-1914), mantida no acervo do Centro de Ciências, Letras e Artes de Campinas.

## Ligações Externas
- Quadro Coeur Meurtri no Google Arts & Culture